# Plaza Kemal Atatürk
La Plaza Kemal Atatürk (Piazza Kemal Atatürk) è uno spazio pubblico del comune di Baruta, situato nello stato di Miranda, in Venezuela. La piazza è uno slargo dell'Avenida Principal de Santa Sofia e si trova in uno dei cinque comuni che formano il distretto metropolitano carachegno.

## Storia e descrizione
La piazza fu inaugurata dalla sindaca di allora, Ivonne Attas, il 30 agosto 1995 e fu chiamata così in onore di Mustafa Kemal Atatürk, il fondatore dell'odierno stato della Turchia dopo la caduta dell'impero ottomano. La scelta della figura del "padre dei Turchi" potrebbe essere dovuta all'ambasciata turca in Venezuela, con sede nella calle Atatürk di Valle Arriba, nel comune di Baruta, la cui sindaca Attas condivideva un'origine ebraica con il padre della patria turco.
La manutenzione del luogo è affidata a una clinica privata situata lì vicino (la clinica Santa Sofía) e alle autorità del comune di Baruta. Il luogo si presenta come una piazza circondata da alberi, al centro della quale si trova una statua del politico turco. Sul basamento è presente la scritta seguente in lingua spagnola:

HEROE NACIONAL DE TURQUIA

1881 – 1938 

ESCULTURA DONADA POR LA

HONORABLE

SRA. SONNUR YALNIZOGLU

ALCADESA DE KIRAC,

ESTAMBUL, TURQUIA

AL MUNICIPIO BARUTA

DURANTE LA GESTION DE LA

ALCADESA

LIC. IVONNE ATTAS»

EROE NAZIONALE DELLA TURCHIA

1881 -1938 

SCULTURA DONATA DALLA

ONOREVOLE

SIGNORA SONNUR YALNIZOĞLU

SINDACA DI KIRAÇ,

ISTANBUL, TURCHIA

AL COMUNE DI BARUTA

DURANTE LA GESTIONE DELLA

SINDACA

LIC. IVONNE ATTAS»